# Michał Pajor
Michał Pajor (ur. 4 października 1987 w Nowym Sączu, zm. 21 marca 2008 na DW 158 nieopodal Gościmia) – polski siatkarz, grający na pozycji atakującego, a następnie środkowego. W sezonie 2007/08 był zawodnikiem Orła Międzyrzecz.

## Kariera sportowa
Treningi siatkarskie rozpoczął w Uczniowskim Klubie Sportowym „Kochanowski” Nowy Sącz, a jego pierwszą trenerką była Elżbieta Seruga. W 2006 r. z zespołem wywalczył 4. miejsce mistrzostw Polski juniorów. Potem krótko grał w Delic-Polu Norwid Częstochowa, a następnie przeszedł do Orła Międzyrzecz. W tej drużynie z atakującego został przekwalifikowany na środkowego, awansując z nią do I ligi. W sezonie 2007/08 był podstawowym graczem zespołu, a w styczniu 2008 r. wybrano go najlepszym sportowcem Międzyrzecza.

## Wypadek samochodowy
21 marca 2008 zginął w wypadku komunikacyjnym na drodze wojewódzkiej nr 158 koło Gościmia, jadąc z trzema kolegami z drużyny do domów na święta wielkanocne (celem ich podróży była stacja kolejowa w Krzyżu Wielkopolskim). W zdarzeniu śmierć na miejscu poniósł również Paweł Dziekanowski, a dwaj pozostali zawodnicy - Patryk Wojtysiak i Kamil Sekuła - zostali ranni. Mszę żałobną w intencji zmarłych siatkarzy, a także za zdrowie rannych w wypadku, odprawiono 26 marca 2008 w Sanktuarium Pierwszych Męczenników Polski w Międzyrzeczu. Jego pogrzeb odbył się 29 marca 2008 na cmentarzu komunalnym w Nowym Sączu.
Polski Związek Piłki Siatkowej anulował spotkania o miejsca 7.-10. w I lidze mężczyzn, a w sezonie 2007/08 z tych rozgrywek nie spadł żaden zespół.

## Życie prywatne
Był kawalerem. Studiował na Zamiejscowym Wydziale Kultury Fizycznej w Gorzowie Wielkopolskim Akademii Wychowania Fizycznego im. Eugeniusza Piaseckiego w Poznaniu.